# Contre-la-montre élites aux championnats de France de cyclisme sur route 2013
La contre-la-montre masculin des championnats de France de cyclisme sur route 2013 a lieu le 20 juin 2013 à Lannilis, en Bretagne.

## Participation
Tous les coureurs bénéficiaires d'un statut de cycliste professionnel sont autorisés à participer à ce championnat ainsi que les coureurs appartenant à des structures de DN1. Les coureurs des équipes appartenant aux World Tour, des équipes continentales professionnelles et des équipes continentales se disputent le titre de Champion de France.

### Équipes représentées
| Nom de l'équipe         | Pays       | Code |
| ----------------------- | ---------- | ---- |
| AG2R La Mondiale        | France     | ALM  |
| Argos-Shimano           | Pays-Bas   | ARG  |
| BMC Racing              | États-Unis | BMC  |
| FDJ                     | France     | FDJ  |
| RadioShack-Leopard      | Luxembourg | RLT  |
| Omega Pharma-Quick Step | Belgique   | OPQ  |
| Vacansoleil-DCM         | Pays-Bas   | VCD  |

| Nom de l'équipe              | Pays     | Code |
| ---------------------------- | -------- | ---- |
| Accent Jobs-Wanty            | Belgique | AJW  |
| Bretagne-Séché Environnement | France   | BSE  |
| Cofidis                      | France   | COF  |
| Europcar                     | France   | EUC  |
| IAM                          | Suisse   | IAM  |
| Sojasun                      | France   | SOJ  |

| Nom de l'équipe         | Pays        | Code |
| ----------------------- | ----------- | ---- |
| BigMat-Auber 93         | France      | BIG  |
| BKCP-Powerplus          | Belgique    | BKP  |
| Bridgestone Anchor      | Japon       | BGT  |
| Colba-Superano Ham      | Belgique    | CMD  |
| Differdange-Losch       | Luxembourg  | CCD  |
| Etixx-iHNed             | Tchéquie    | ETI  |
| La Pomme Marseille      | France      | LPM  |
| NSP-Ghost               | Allemagne   | NSP  |
| Raleigh                 | Royaume-Uni | RAL  |
| Roubaix Lille Métropole | France      | RLM  |
| Telenet-Fidea           | Belgique    | TFC  |

## Classement
Résultats
|    | Coureur                | Équipe                       |    | Temps       |
| -- | ---------------------- | ---------------------------- | -- | ----------- |
| 1  | Sylvain Chavanel       | Omega Pharma-Quick Step      | en | 56 min 48 s |
| 2  | Jérémy Roy             | FDJ                          | +  | 2 min 01 s  |
| 3  | Johan Le Bon           | FDJ                          |    | 2 min 20 s  |
| 4  | Jérôme Coppel          | Cofidis                      |    | 2 min 31 s  |
| 5  | Sandy Casar            | FDJ                          |    | 2 min 34 s  |
| 6  | Jean-Christophe Péraud | AG2R La Mondiale             |    | 2 min 40 s  |
| 7  | Alexandre Geniez       | FDJ                          |    | 2 min 53 s  |
| 8  | Arnaud Gérard          | Bretagne-Séché Environnement |    | 3 min 14 s  |
| 9  | Maxime Bouet           | AG2R La Mondiale             |    | 3 min 18 s  |
| 10 | Sébastien Turgot       | Europcar                     |    | 3 min 27 s  |

## Liste des participants
59 coureurs prennent le départ de ce Championnat de France du contre-la-montre dans la catégorie "Elites". Les dossards sont attribués en fonction du résultat sur la même épreuve lors de la saison 2012.
| Légende | Légende                                                             | Légende | Légende                                          |
| ------- | ------------------------------------------------------------------- | ------- | ------------------------------------------------ |
| Num     | Dossard de départ porté par le coureur sur ce Championnat de France | Pos     | Position à l'arrivée de la course                |
| NP      | Indique un coureur qui n'a pas pris le départ de la course          | AB      | Indique un coureur qui n'a pas terminé la course |
| HD      | Indique un coureur qui a terminé la course hors des délais          |         |                                                  |

| Omega Pharma-Quick Step OPQ | Omega Pharma-Quick Step OPQ | Omega Pharma-Quick Step OPQ |
| --------------------------- | --------------------------- | --------------------------- |
| Num                         | Coureur                     | Pos                         |
| 1                           | Sylvain Chavanel (FRA)      | 1er                         |

| FDJ | FDJ                    | FDJ |
| --- | ---------------------- | --- |
| Num | Coureur                | Pos |
| 2   | Jérémy Roy (FRA)       | 2e  |
| 9   | Johan Le Bon (FRA)     | 3e  |
| 11  | Anthony Roux (FRA)     | 14e |
| 13  | Sandy Casar (FRA)      | 5e  |
| 25  | Alexandre Geniez (FRA) | 7e  |

| Équipe cycliste La Pomme Marseille LPM | Équipe cycliste La Pomme Marseille LPM | Équipe cycliste La Pomme Marseille LPM |
| -------------------------------------- | -------------------------------------- | -------------------------------------- |
| Num                                    | Coureur                                | Pos                                    |
| 3                                      | Yoann Paillot (FRA)                    | 13e                                    |
| 36                                     | Grégoire Tarride (FRA)                 | 35e                                    |

| Europcar EUC | Europcar EUC           | Europcar EUC |
| ------------ | ---------------------- | ------------ |
| Num          | Coureur                | Pos          |
| 4            | Christophe Kern (FRA)  | 25e          |
| 6            | Damien Gaudin (FRA)    | 17e          |
| 8            | Jérôme Cousin (FRA)    | 24e          |
| 23           | Sébastien Turgot (FRA) | 10e          |

| BigMat-Auber 93 AUB | BigMat-Auber 93 AUB     | BigMat-Auber 93 AUB |
| ------------------- | ----------------------- | ------------------- |
| Num                 | Coureur                 | Pos                 |
| 5                   | Stéphane Rossetto (FRA) | 11e                 |
| 22                  | Dimitri Le Boulch (FRA) | 16e                 |
| 33                  | Romain Bacon (FRA)      | 27e                 |

| Cofidis COF | Cofidis COF               | Cofidis COF |
| ----------- | ------------------------- | ----------- |
| Num         | Coureur                   | Pos         |
| 12          | Jérôme Coppel (FRA)       | 4e          |
| 16          | Christophe Le Mével (FRA) | 39e         |
| 24          | Julien Fouchard (FRA)     | 29e         |

| Sojasun SOJ | Sojasun SOJ         | Sojasun SOJ |
| ----------- | ------------------- | ----------- |
| Num         | Coureur             | Pos         |
| 10          | Paul Poux (FRA)     | 15e         |
| 14          | Rémi Pauriol (FRA)  | 32e         |
| 20          | Cyril Lemoine (FRA) | 19e         |
| 31          | David Le Lay (FRA)  | 20e         |

| AG2R La Mondiale ALM | AG2R La Mondiale ALM         | AG2R La Mondiale ALM |
| -------------------- | ---------------------------- | -------------------- |
| Num                  | Coureur                      | Pos                  |
| 21                   | Jean-Christophe Péraud (FRA) | 6e                   |
| 32                   | Maxime Bouet (FRA)           | 9e                   |

| Bretagne-Séché Environnement BSE | Bretagne-Séché Environnement BSE | Bretagne-Séché Environnement BSE |
| -------------------------------- | -------------------------------- | -------------------------------- |
| Num                              | Coureur                          | Pos                              |
| 18                               | Arnaud Gérard (FRA)              | 9e                               |
| 26                               | Pierre-Luc Périchon (FRA)        | 22e                              |
| 40                               | Sébastien Duret (FRA)            | 21e                              |

| Argos-Shimano ARG | Argos-Shimano ARG    | Argos-Shimano ARG |
| ----------------- | -------------------- | ----------------- |
| Num               | Coureur              | Pos               |
| 29                | Warren Barguil (FRA) | 28e               |

| Euskaltel Euskadi EUS | Euskaltel Euskadi EUS | Euskaltel Euskadi EUS |
| --------------------- | --------------------- | --------------------- |
| Num                   | Coureur               | Pos                   |
| 28                    | Romain Sicard (FRA)   |                       |

| Atlas Personal-Jakroo ATL | Atlas Personal-Jakroo ATL | Atlas Personal-Jakroo ATL |
| ------------------------- | ------------------------- | ------------------------- |
| Num                       | Coureur                   | Pos                       |
| 30                        | Nicolas Baldo (FRA)       | 18e                       |

| Accent Jobs-Wanty AJW | Accent Jobs-Wanty AJW | Accent Jobs-Wanty AJW |
| --------------------- | --------------------- | --------------------- |
| Num                   | Coureur               | Pos                   |
| 35                    | Nicolas Vogondy (FRA) | 37e                   |

| Raleigh RAL | Raleigh RAL        | Raleigh RAL |
| ----------- | ------------------ | ----------- |
| Num         | Coureur            | Pos         |
| 38          | Éric Berthou (FRA) | 38e         |

| Vendée U VEU | Vendée U VEU                   | Vendée U VEU |
| ------------ | ------------------------------ | ------------ |
| Num          | Coureur                        | Pos          |
| 42           | Pierre-Henri Lecuisinier (FRA) | 31e          |
| 50           | Julien Morice (FRA)            | AB           |

| AVC Aix-en-Provence AVC | AVC Aix-en-Provence AVC  | AVC Aix-en-Provence AVC |
| ----------------------- | ------------------------ | ----------------------- |
| Num                     | Coureur                  | Pos                     |
| 43                      | Christophe Laporte (FRA) | 26e                     |

| SCO Dijon Materiel-velo.com SCD | SCO Dijon Materiel-velo.com SCD | SCO Dijon Materiel-velo.com SCD |
| ------------------------------- | ------------------------------- | ------------------------------- |
| Num                             | Coureur                         | Pos                             |
| 45                              | Thomas Boulongne (FRA)          | 40e                             |

| Entente Sud Gascogne ESG | Entente Sud Gascogne ESG | Entente Sud Gascogne ESG |
| ------------------------ | ------------------------ | ------------------------ |
| Num                      | Coureur                  | Pos                      |
| 46                       | Alexis Guérin (FRA)      | 12e                      |

| BIC 2000 BIC | BIC 2000 BIC         | BIC 2000 BIC |
| ------------ | -------------------- | ------------ |
| Num          | Coureur              | Pos          |
| 48           | Olivier Le Gac (FRA) | 34e          |

| Océane U-Top 16 TOP | Océane U-Top 16 TOP   | Océane U-Top 16 TOP |
| ------------------- | --------------------- | ------------------- |
| Num                 | Coureur               | Pos                 |
| 49                  | Aurélien Moulin (FRA) | 33e                 |

| Bretagne BRE | Bretagne BRE           | Bretagne BRE |
| ------------ | ---------------------- | ------------ |
| Num          | Coureur                | Pos          |
| 51           | Florian Auberger (FRA) | 36e          |

| Franche-Comté FRC | Franche-Comté FRC          | Franche-Comté FRC |
| ----------------- | -------------------------- | ----------------- |
| Num               | Coureur                    | Pos               |
| 52                | Boris Fillon-Maillet (FRA) | 41e               |

| Auvergne AUV | Auvergne AUV                   | Auvergne AUV |
| ------------ | ------------------------------ | ------------ |
| Num          | Coureur                        | Pos          |
| 55           | Sébastien Fournet-Fayard (FRA) | 23e          |

| Normandie NOR | Normandie NOR         | Normandie NOR |
| ------------- | --------------------- | ------------- |
| Num           | Coureur               | Pos           |
| 56            | Alexis Gougeard (FRA) | 30e           |